# Club Social, Deportivo y Cultural Español de la República Argentina
Il Club Social, Deportivo y Cultural Español de la República Argentina (o semplicemente Deportivo Español o Social Español) è una squadra di calcio argentina che milita nella Primera C Metropolitana (la quarta divisione argentina). Fu fondato il 12 ottobre 1957 da immigrati spagnoli con il nome di Club Deportivo Español: tale data fu scelta in ricordo della scoperta dell'America da parte di Cristoforo Colombo.
La squadra passò velocemente attraverso tutte le serie inferiori, per arrivare a giocare, nella stagione 1985/86 in Prima Divisione, conquistando un sorprendente terzo posto, obiettivo raggiunto anche nel 1988/89 e nel Torneo di Clausura 1992.
Nella stagione 1997/98 il Deportivo Español retrocesse in Seconda Divisione e, in seguito alla retrocessione nella Primera B Metropolitana nel 2003, entrò in bancarotta e venne radiato. I tifosi costituirono una nuova società, la Club Social, Deportivo y Cultural Español de la República Argentina, a cui vennero riconosciuti tutti i risultati conseguiti dalla vecchia squadra.

## Palmarès

### Competizioni nazionali
- 1958 - Tercera de Ascenso
- 1960 - Primera C (Quarta Divisione Argentina)
- 1979 - Primera C
- 1984 - Primera B Nacional
- 2001-2002 - Primera B Metropolitana

### Altri piazzamenti
- Campionato argentino:

Terzo posto: 1985-1986, 1988-1989, Clausura 1992
- Copa San Martín de Tours:

Finalista: 1984, 1987, 1992, 1994

## Giocatori celebri
- Diego Barrios Suárez
- José Basualdo
- José Batista
- Carlos Bilardo
- José Luis Brown
- Gustavo Campagnuolo
- Osvaldo Canobbio
- Silvio Carrario
- Ramón Víctor Castro
- Horacio Chiorazzo
- Diego Cocca
- Wilmar Cruz
- Héctor Enrique
- Alejandro Kenig
- Pablo Darío López
- Lucas Mareque
- Pablo Michelini
- Sebastián Morquio
- Alejandro Naif
- Juan Martín Parodi
- Hernán Peirone
- Roberto Saporiti
- Claudio Spontón